# Ramienica pospolita
Ramienica pospolita (Chara vulgaris) – gatunek ramienicy, jeden z pierwszych opisanych przez Linneusza, a niedługo później przez Jana Kluka.

## Morfologia
Pokrój
Stosunkowo nieduży makroglon (zwykle 10–50 cm długości) o silnie rozgałęzionej plesze. Cienka (0,5-1 mm średnicy) nibyłodyga i nibyliście. Plecha o żywej, jasnozielonej barwie, zwykle dość słabo jak na ramienicę inkrustowana węglanem wapnia, przez co wiotka i niemal płożąca się po dnie. Roślina jednopienna. 
Okorowanie
Dwurzędowe, czasem niezupełne, zwłaszcza na nibyliściach. Rzędy główne znacznie słabiej wykształcone niż boczne, przez co stanowią widoczne bruzdy, z których wyrastają kolce. 
Nibyliście
O zmiennej długości, cienkie. Wyraźnie zagięte do wewnątrz. 5–10 (najczęściej 6–7) w okółku. 6–12 (zwykle 7–8) członów, z czego kilka okorowanych, a kilka (czasem nawet wszystkie) nieokorowanych. Te ostatnie często wydłużone i zaokrąglone. 
Nibylistki
Wyraźne. Wewnętrzne przeważnie długie i cienkie, widoczne gołym okiem, podczas gdy na zewnątrz znacznie słabiej wykształcone (brodawkowate lub w ogóle brak). Wewnętrzne nie tylko znacznie dłuższe od lęgni, ale nieraz dłuższe od członów nibyliści.
Kolce
Wałeczkowate lub brodawkowate. Jako że wyrastają w bruzdach, niekiedy słabo widoczne. Pojedyncze. W górnej części międzywęźla skierowane ku dołowi. W dolnych międzywęźlach słabiej wykształcone.
Przylistki
W dwurzędowych okółkach. Przylistki górnego okółka zwykle nieco dłuższe niż dolnego. Wałeczkowate lub brodawkowate, zwykle po dwie pary pod nibyliściem.
Plemnie
Pojedyncze. W 3–4 pierwszych węzłach nibyliści okorowanych. Czerwonawe, wyraźnie mniejsze od lęgni (0,5 mm średnicy).
Lęgnie
Pojedyncze, choć rzadko mogą znaleźć się dwie plemnie i jedna lęgnia w węźle. W 3–4 pierwszych węzłach nibyliści okorowanych. Zielonopomarańczowe. Koronka bardzo krótka, szeroka u podstawy. Lęgnie o 0,9 mm długości. Oospory brązowe, choć mogą wystąpić czarne.
Zmienność
Znane jest wiele form morfologicznych. W wodach płytkich, przybrzeżnych, zwykle mniejsze i delikatniejsze formy (do 20 cm). Na głębszych stanowiskach formy o wydłużonych tak międyzwęźlach (do 14 cm), jak i nibyliściach (do 5 cm). Niektóre formy są bardziej inkrustowane, przez co zielonoszare. Forma Ch. vulgaris f. papillata ma kolce o długości dorównującej średnicy nibyłodygi. Postacie występujące w Ameryce Południowej opisywano jako odrębny gatunek Ch. magellanica. 
Podobne gatunki
Ramienica przeciwstawna

## Biologia
Roślina wieloletnia, wówczas często ze starych roślin wyrastają nowe nibyłodygi albo jednoroczna.
Wśród steroli najpospolitszy w ciele ramienicy pospolitej jest klionasterol, a na drugim miejscu 28-izofukosterol. Cholesterol występuje w niewielkich ilościach.

## Ekologia

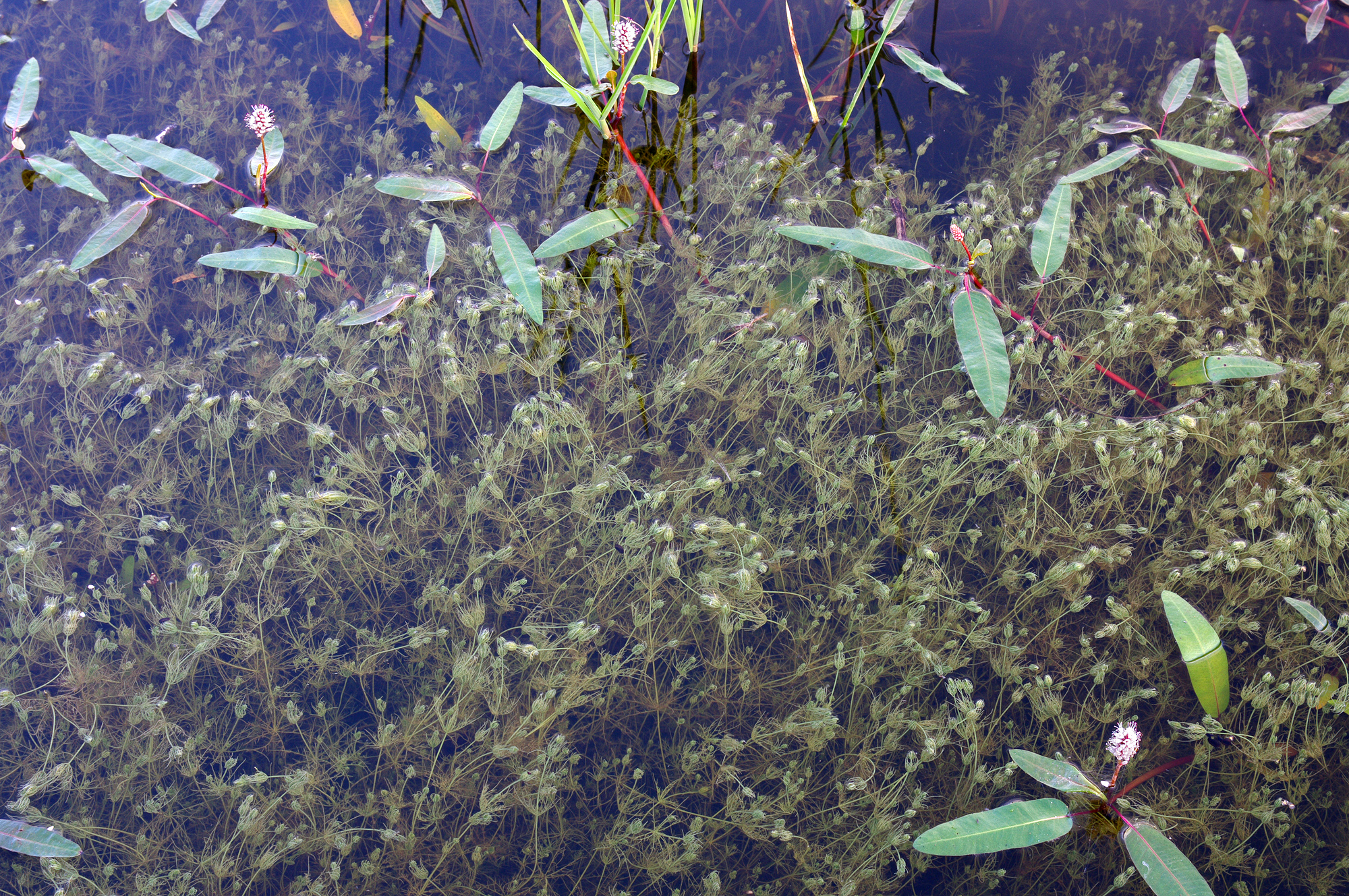
Łąka ramienicowa budowana w dużej mierze przez ramienicę pospolitą

Gatunek słodkowodny, choć spotykany w wodach lekko słonawych. Występuje głównie w małych zbiornikach – astatycznych, stawach, torfiankach, rowach, starorzeczach, znosząc przejściowe wynurzenie. Rzadziej w dużych jeziorach i rzekach. W wodach płytkich, gdyż jest rośliną światłolubną. Preferuje wody mezotroficzne i słabo eutroficzne oraz podłoże organiczne, ale występuje też na mineralnym. Rzadko tworzy zespół roślinny Charetum vulgaris (wyróżniano również zespół Charetum foetidae) w postaci łąki ramienicowej. Zespół ten występuje głównie w niedużych zbiornikach o zmiennym poziomie wody, przy czym raczej są to miejsca płytkie (do 0,5–1 m) o podłożu z różnym stopniem zamulenia. Często jest zbiorowiskiem pionierskim w nowo utworzonych zbiornikach wodnych. Niegdyś uważano, że obniża jakość pitną wody, w której występuje. Jest jednym z dwóch częściej występujących w polskich ciekach gatunków ramienic, w związku z czym jej obecność jest uwzględniana przy makrofitowej ocenie jakości wód rzek. Przy wyliczaniu wskaźnika MIR przedstawiciele rodzaju Chara są rozpatrywani łącznie, a przypisana im wartość L=6 oznacza, że są indykatorami wód mezotroficznych, dość czystych.
Występowanie
Występuje w większej części Europy, jak również w Ameryce, Australii i Azji. W Polsce spotykana w całym kraju, a zbiorowiska częste są w jego środkowej części.

## Zagrożenia i ochrona
Według Czerwonej listy roślin i grzybów Polski jest gatunkiem narażonym, ale nie podlega w Polsce ochronie gatunkowej. Jednak obecność jej zbiorowiska w zbiorniku jest podstawą do objęcia go ochroną jako siedlisko przyrodnicze 3140 (twardowodne oligo– i mezotroficzne zbiorniki z podwodnymi łąkami ramienic Charetea) w systemie Natura 2000.